# Dittografia
Dittografia (od gr. διττός dittós – „podwójny” i γραφία grafía – „pisanie”) – mimowolne, omyłkowe powtarzanie, podczas przepisywania tekstu, jednostek literackich. 
Błąd dittografii najczęściej polega na powtórzeniu tej samej litery, dotyczy również sylab, wyrazów, a nawet większych jednostek w zdaniu. Błąd dittografii popełniany jest nieświadomie. 
Błąd dittografii, dotyczący jednej litery, często jest popełniamy przy transkrypcji obcych imion (np. Sttutgartiana zamiast Stuttgartiana). 
Przykład podwojenia litery znajdujemy np. w papirusie {\displaystyle {\mathfrak {P}}^{98}}, który w Ap 1,13 daje περιεζώσμμενον zamiast περιεζώσμενον (podwojone μ).
Błąd dittografii, polegający na powtórzeniu części zdania, najczęściej popełniany jest przy dyktowaniu. Podczas przepisywania powstawał wtedy, gdy wzrok kopisty padł na wcześniejsze podobne słowo i w rezultacie tę samą frazę (a nawet zdanie) przepisywał jeszcze raz. 
Przykład powtórzenia słowa znajdujemy w Kodeksie Watykańskim w tekście Jan 13,14, gdzie διδάσκαλος didáskalos („nauczyciel”) zapisany został dwukrotnie. Przykład powtórzenia dłuższej frazy znajdujemy w Dz 19, 34, gdzie zwrot „Wielka jest Artemida Efeska” w Kodeksie Watykańskim podano dwukrotnie, podczas gdy w innych rękopisach występuje on tylko raz.